# IAFL1 Conference 2019
La IAFL1 Conference 2019 è stata la 7ª edizione del campionato irlandese di football americano di secondo livello, organizzato dalla IAFL.

## Squadre partecipanti
| Club                 | Città     | Stadio | Sponsor ufficiale | Risultato nella stagione 2018 |
| -------------------- | --------- | ------ | ----------------- | ----------------------------- |
| Craigavon Cowboys    | Portadown |        |                   |                               |
| Donegal Derry Vipers | Derry     |        |                   |                               |
| Galway Warriors      | Galway    |        |                   |                               |
| Louth Mavericks      | Dundalk   |        |                   |                               |
| Trinity College      | Dublino   |        |                   |                               |
| Waterford Wolves     | Waterford |        |                   |                               |
| Westmeath Minotaurs  | Athlone   |        |                   |                               |
| Wexford Eagles       | Gorey     |        |                   |                               |

## Stagione regolare

### Calendario

#### 1ª giornata
| Portadown 3 marzo 2019 | Craigavon Cowboys | 2 – 14 referto | Trinity College | People's Park |

#### 2ª giornata
| Santry 10 marzo 2019 | Trinity College | 28 – 0 referto | Donegal Derry Vipers | Trinity Sports Grounds |

| Powerscourt 10 marzo 2019 | Waterford Wolves | 0 – 40 referto | Wexford Eagles | Waterpark RFC |

#### 3ª giornata
| Garrycastle 17 marzo 2019 | Westmeath Minotaurs | 49 – 0 referto | Galway Warriors | Garrycastle GAA |

#### 4ª giornata
| Portadown 24 marzo 2019 | Craigavon Cowboys | 22 – 8 referto | Louth Mavericks | People's Park |

#### 5ª giornata
| Santry 31 marzo 2019 | Trinity College | 72 – 0 referto | Waterford Wolves | Trinity Sports Grounds |

| Gorey 31 marzo 2019 | Wexford Eagles | 16 – 39 referto | Westmeath Minotaurs | Gorey Celtic Football Club |

#### 6ª giornata
| Portadown 7 aprile 2019 | Craigavon Cowboys | 18 – 0 referto | Donegal Derry Vipers | People's Park |

| Santry 7 aprile 2019 | Trinity College | 14 – 8 referto | Louth Mavericks | Trinity Sports Grounds |

#### 7ª giornata
| Dundalk 14 aprile 2019 | Louth Mavericks | 51 – 0 referto | Waterford Wolves | Mill Road |

#### 8ª giornata
| Gorey 28 aprile 2019 | Wexford Eagles | 46 – 36 referto | Louth Mavricks | Gorey Celtic Football Club |

| Powerscourt 28 aprile 2019 | Waterford Wolves | 29 – 0 referto | Galway Warriors | Waterpark RFC |

| Limavady 28 aprile 2019 | Donegal Derry Vipers | 0 – 28 referto | Westmeath Minotaurs | Limavady Cricket & Rugby Football Club |

#### 9ª giornata
| Powerscourt 5 maggio 2019 | Waterford Wolves | 0 – 73 referto | Craigavon Cowboys | Waterpark RFC |

| Galway 5 maggio 2019 | Galway Warriors | 0 – 66 referto | Westmeath Minotaurs | St Mary's College |

#### 10ª giornata
| Santry 12 maggio 2019 | Trinity College | 6 – 21 referto | Westmeath Minotaurs | Trinity Sports Grounds |

| Dundalk 12 maggio 2019 | Louth Mavericks | 28 – 40 referto | Craigavon Cowboys | Mill Road |

#### 11ª giornata
| Gorey 19 maggio 2019 | Wexford Eagles | 28 – 8 referto | Donegal Derry Vipers | Gorey Celtic Football Club |

| Galway 19 maggio 2019 | Galway Warriors | 0 – 30 referto | Trinity College | St Mary's College |

#### 12ª giornata
| Mullingar 2 giugno 2019 | Westmeath Minotaurs | 30 – 0 referto | Waterford Wolves | Shay Murtagh Park |

| Dundalk 2 giugno 2019 | Louth Mavericks | 22 – 19 referto | Donegal Derry Vipers | Mill Road |

#### 13ª giornata
| Galway 9 giugno 2019 | Galway Warriors | 0 – 30 referto | Wexford Eagles | St Mary's College |

| Powerscourt 9 giugno 2019 | Waterford Wolves | 0 – 30 referto | Trinity College | Waterpark RFC |

| Portadown 9 giugno 2019 | Craigavon Cowboys | 27 – 13 referto | Wexford Eagles | People's Park |

#### 14ª giornata
| Dundalk 16 giugno 2019 | Louth Mavericks | 30 – 0 referto | Galway Warriors | Mill Road |

| Galway 16 giugno 2019 | Galway Warriors | 0 – 30 referto | Craigavon Cowboys | St Mary's College |

| Mullingar 16 giugno 2019 | Westmeath Minotaurs | 26 – 34 referto | Louth Mavericks | Shay Murtagh Park |

| Limavady 16 giugno 2019 | Donegal Derry Vipers | 6 – 50 referto | Wexford Eagles | Limavady Cricket & Rugby Football Club |

| Limavady 16 giugno 2019 | Donegal Derry Vipers | 30 – 0 referto | Galway Warriors | Limavady Cricket & Rugby Football Club |

| Limavady 16 giugno 2019 | Donegal Derry Vipers | 30 – 0 referto | Waterford Wolves | Limavady Cricket & Rugby Football Club |

#### 15ª giornata
| Mullingar 30 giugno 2019 | Westmeath Minotaurs | 0 – 26 referto | Craigavon Cowboys | Shay Murtagh Park |

| Gorey 30 giugno 2019 | Wexford Eagles | 16 – 7 referto | Trinity College | Gorey Celtic Football Club |

### Classifica
La classifica della regular season è la seguente.
- PCT = percentuale di vittorie, G = partite giocate, V = partite vinte,  P = partite perse, PF = punti fatti, PS = punti subiti

| Pos. | Squadra              | PCT  | G | V | N | P | PF  | PS  |
| ---- | -------------------- | ---- | - | - | - | - | --- | --- |
| 1    | Craigavon Cowboys    | .875 | 8 | 7 | 0 | 1 | 238 | 63  |
| 2    | Westmeath Minotaurs  | .750 | 8 | 6 | 0 | 2 | 259 | 82  |
| 3    | Wexford Eagles       | .750 | 8 | 6 | 0 | 2 | 239 | 123 |
| 4    | Trinity College      | .750 | 8 | 6 | 0 | 2 | 201 | 47  |
| 5    | Louth Mavericks      | .500 | 8 | 4 | 0 | 4 | 217 | 167 |
| 6    | Donegal Derry Vipers | .250 | 8 | 2 | 0 | 6 | 93  | 174 |
| 7    | Waterford Wolves     | .125 | 8 | 1 | 0 | 7 | 29  | 326 |
| 8    | Galway Warriors      | .000 | 8 | 0 | 0 | 8 | 0   | 294 |

## Playoff

### Tabellone
|  | Semifinali | Semifinali          | Semifinali |                     |    | VI IAFL1 Bowl     | VI IAFL1 Bowl | VI IAFL1 Bowl |  |
|  |            |                     |            |                     |    |                   |               |               |  |
|  | 1          | Craigavon Cowboys   | 27         |                     |    |                   |               |               |  |
|  | 1          | Craigavon Cowboys   | 27         |                     |    |                   |               |               |  |
|  | 4          | Trinity College     | 19         |                     |    |                   |               |               |  |
|  | 4          | Trinity College     | 19         |                     | 1  | Craigavon Cowboys | 28            |               |  |
|  |            |                     |            |                     | 1  | Craigavon Cowboys | 28            |               |  |
|  |            |                     | 2          | Westmeath Minotaurs | 27 |                   |               |               |  |
|  | 2          | Westmeath Minotaurs | 2          | Westmeath Minotaurs | 27 | 27                |               |               |  |
|  | 2          | Westmeath Minotaurs |            |                     |    |                   |               |               |  |
|  | 3          | Wexford Eagles      | 22         |                     |    |                   |               |               |  |

### Semifinali
| Portadown 14 luglio 2019 | Craigavon Cowboys | 27 – 19 referto | Trinity College | People's Park |

| Mullingar 14 luglio 2019 | Westmeath Minotaurs | 27 – 22 referto | Wexford Eagles | Shay Murtagh Park |

### VI IAFL1 Bowl
| Navan 28 luglio 2019 | Craigavon Cowboys | 28 – 27 referto | Westmeath Minotaurs | Navan RFC |

## Verdetti
- Craigavon Cowboys Vincitori della IAFL1 Conference 2019